# جربة الجدار (السدة)

تعديل مصدري - تعديل

جربة الجدار محلة تابعة لقرية الديمة، التابعة لعزلة بني الحارث بمديرية السدة إحدى مديريات محافظة إب في الجمهورية اليمنية.، بلغ تعداد سكانها 57 حسب تعداد اليمن لعام 2004.